# Taonium
Taonium – atom egzotyczny złożony z antytaonu i elektronu. Nazywany jest tak również hipotetyczny atom złożony z taonu i antytaonu (τ− i τ+), właściwie ditaonium (ang. true taonium), przewidywany przez elektrodynamikę kwantową.
Ditaonium jest uważane za najcięższy i jednocześnie najmniejszy atom egzotyczny, o promieniu 30,4 femtometra ({\displaystyle {\frac {1}{1741}}} promienia Bohra atomu wodoru).